# Gustoća
Gustoća (oznaka: ρ – grčki: ro) je fizikalna veličina određena kao količnik mase m i obujma (volumena) V nekog tijela ili kemijske tvari: 
{\displaystyle \rho ={m \over V}}
Ista jednakost vrijedi za prosječnu gustoću bilo kojeg materijala u volumenu V koji sadrži masu m, to jest opisuje kolika je masa neke tvari prosječno sadržana u jedinici volumena: što je ta masa veća, kaže se da je tijelo gušće. Iz toga slijedi da je mjerna jedinica za gustoću u SI sustavu kilogram po metru kubnom (kg/m3).
Ako se promatrani volumen razdijeli u sitnije dijelove, te na isti način izračuna njihova prosječna gustoća, mogu se dobiti različite vrijednosti, to jest neki dijelovi mogu biti gušći a neki rjeđi. Zato se prava gustoća računa kao gustoća u točki, tako da se odredi granična vrijednost omjera mase i volumena za sve manji i manji dio tvari oko te točke, koja se zapisuje kao omjer diferencijala mase i volumena:
{\displaystyle \rho ={dm \over dV}}
Ako je gustoća tvari ili tijela jednaka u svakoj točki (to jest jednaka u svakom dijelu volumena) kaže se da je tvar ili tijelo homogeno (u kontekstu razmatranja gustoće ili mase). Prava gustoća homogenog tijela jednaka je njegovoj prosječnoj gustoći, pa se može računati po prethodnoj, jednostavnijoj jednakosti. Tvari koje su čisti kemijski elementi ili spojevi homogene su u dijelu volumena koji se nalazi u istim uvjetima (tlak, temperatura i drugo). Gustoća nije nepromjenjiva karakteristika neke tvari, već ovisi ponajprije o temperaturi, što vrijedi za sve tvari u svim agregatnim stanjima. Za plinovito agregatno stanje gustoća jako ovisi i o tlaku koji vlada u tom plinu. U pravilu, gustoća svih tvari opada s porastom temperature. No, to neće biti slučaj ako je toplinsko širenje tvari na neki način mehanički spriječeno; na primjer tada će se kod plinova povećati tlak, a kod čvrstih tvari će se pojaviti naprezanje. Najpoznatije odstupanje od uobičajenog pada gustoće s porastom temperature je anomalija vode.
Veličina usko povezana s gustoćom je specifični obujam ili specifični volumen. Veza specifičnog volumena s gustoćom je sljedeća:
{\displaystyle v={1 \over \rho }}
Mjerna jedinica specifičnog volumena je metar kubni po kilogramu (m3/kg). Ova veličina nam govori koliki volumen zauzima jedinica mase neke tvari. Baratanje specifičnim volumenom je od naročite važnosti u termodinamici.
Osmij je najgušći od svih elemenata kod standardnog tlaka i temperature; gustoća iznosi 22 610 kg/m3. Najmanja poznata gustoća je gustoća međuzvjezdanoga prostora, koja iznosi od 10−25 do 10−15 kg/m3, gustoća Zemljine atmosfere na razini mora je oko 1,2 kg/m3, na temperaturi 0 °C i tlaku 101 325 Pa, gustoća je vodenog leda 916,7 kg/m3, vode 1 000 kg/m3, slane vode 1 030 kg/m3, silicija 2 330 kg/m3, aluminija 2 700 kg/m3, željeza 7 870 kg/m3, žive 13 546 kg/m3, zlata 19 320 kg/m3, gustoća je Sunčeve jezgre 150 000 kg/m3 a atomske jezgre 2,3 × 1017 kg/m3.

## Povijest
Postoji anegdota (prema Vitruviju) koja govori kako je Arhimed otkrio da zlatna kruna, napravljena za kralja Hierona ll., nije od čistog zlata. Kada je zlatna kruna u obliku lovorovog vijenca napravljena, od Arhimeda se zatražilo da utvrdi je li kruna od čistog zlata ili je nečasni zlatar umiješao i srebro.  Pri tom nije smio oštetiti krunu. Problem je bio kako odrediti obujam krune pomoću kojeg bi se uz poznatu masu, odredila gustoća zlata. Rješenje je došlo za vrijeme kupanja. Primijetio je da se ulaskom u kadu podigao nivo vode. Shvatio je da je to način kojim bi se mogao izračunati obujam krune. Djeljenjem mase krune s njenim obujmom izračunala bi se gustoća metala u kruni. Manja gustoća od gustoće zlata značilo bi da je zlatu dodano srebro. Našavši rješenje problema, bio je toliko uzbuđen da je, zaboravivši se obući, istrčao iz kade na ulicu, vičući Eureka! (grč. "εὕρηκα!",) – Našao sam!.
Zbog malog obujma zlatne krune praktično bi bilo teško izmjeriti porast nivoa istisnute vode u posudi. Ali princip hidrostatskog tlaka, danas poznat kao Arhimedov zakon i opisan u njegovoj raspravi O plutajućim tijelima, mogao je poslužiti u rješavanju ovog problema. Po njemu, masa istisnute tekućine proporcionalna je njenom obujmu. Znači ako dva tijela iste mase, a različitog obujma, uronimo u tekućinu tijelo većeg obujma istiskuje više tekućine, trpi veći uzgon i postaje lakše od tijela manjeg obujma. Ovim je dokazano da tijelo većeg obujma (zlatna kruna) ima manju gustoću (dodatak srebra).

## Mijenjanje gustoće pri zagrijavanju
Kako se zagrijavanjem obujam tijela povećava, to se njegova gustoća smanjuje. Označimo li gustoću nekog tijela pri 0 °C s ρ0 i obujam s V0, a gustoću pri bilo kojoj temperaturi t s ρ, to je:
{\displaystyle \rho =\rho _{0}\cdot (1+\alpha _{V}\cdot t)}
gdje je: αV – obujamski ili volumni koeficijent toplinskog istezanja.

## Gustoća vode (kod 1atm)
| Temperatura (°C)                                     | Gustoća (kg/m3) |
| ---------------------------------------------------- | --------------- |
| 100                                                  | 958,4           |
| 80                                                   | 971,8           |
| 60                                                   | 983,2           |
| 40                                                   | 992,2           |
| 30                                                   | 995,650         |
| 25                                                   | 997,048         |
| 22                                                   | 997,774         |
| 20                                                   | 998,207         |
| 15                                                   | 999,103         |
| 10                                                   | 999,703         |
| 4                                                    | 999,972         |
| 0                                                    | 999,839         |
| −10                                                  | 998,117         |
| −20                                                  | 993,547         |
| −30                                                  | 983,854         |
| Vrijednosti ispod 0 °C se odnose na pothlađenu vodu. |                 |

## Gustoća zraka kod 1atm
| T u °C    | -25   | -20   | -15   | -10   | -5    | 0     | 5     | 10    | 15    | 20    | 25    | 30    | 35    |
| ρ u kg/m3 | 1,423 | 1,395 | 1,368 | 1,342 | 1,316 | 1,293 | 1,269 | 1,247 | 1,225 | 1,204 | 1,184 | 1,164 | 1,146 |

## Gustoće različitih materijala
| Materijal | ρ u kg/m3             |
| --- | --------------------- |
| Međuzvjezdana materija | 10−25 − 10−15 (a)     |
| Zemljina atmosfera | 1,2 (b)               |
| Aerogel | 1 − 2                 |
| Ekspandirani polistiren (stiropor) | 30 − 120              |
| Pluto | 220 − 260             |
| Kalij | 860 (c)               |
| Natrij | 970 (c)               |
| Led | 917                   |
| Voda (slatka) | 1000 (c)              |
| Voda (slana) | 1030                  |
| Plastike | 850 − 1400 (d)        |
| Magnezij | 1740 (c)              |
| Berilij | 1850 (c)              |
| Glicerol | 1261                  |
| Silicij | 2330 (c)              |
| Aluminij | 2700 (c)              |
| Titanij | 4540 (c)              |
| Selenij | 4800 (c)              |
| Zemlja (srednja gustoća) | 5515                  |
| Vanadij | 6100 (c)              |
| Antimon | 6690 (c)              |
| Cink | 7000 (c)              |
| Krom | 7200 (c)              |
| Mangan | 7210 − 7440 (c)       |
| Kositar | 7310 (c)              |
| Željezo | 7870 (c)              |
| Niobij | 8570 (c)              |
| Kadmij | 8650 (c)              |
| Kobalt | 8900 (c)              |
| Nikal | 8900 (c)              |
| Bakar | 8920 − 8960 (c)       |
| Bizmut | 9750 (c)              |
| Molibden | 10220 (c)             |
| Srebro | 10500 (c)             |
| Olovo | 11340 (c)             |
| Torij | 11700 (c)             |
| Rodij | 12410 (c)             |
| Zemljina jezgra | ~13000                |
| Živa | 13546 (c)             |
| Tantal | 16600 (c)             |
| Uranij | 18800 (c)             |
| Volfram | 19300 (c)             |
| Zlato | 19320 (c)             |
| Plutonij | 19840 (c)             |
| Platina | 21450 (c)             |
| Iridij | 22420 (c)             |
| Osmij | 22570 (c)             |
| Sunčeva jezgra | ~150000               |
| Zvijezda bijeli patuljak | 1 × 109               |
| Atomska jezgra | 2,3 × 1017 (e)        |
| Neutronska zvijezda | 8,4 × 1016 − 1 × 1018 |
| Crna rupa | 4 × 1017 (f)          |
| (a) Pretpostavka 90% H, 10% He; promjenjiva T (b) Na razini mora (c) Pri standardnom tlaku i temperaturi (d) Za polipropilen i polietilentereftalat/polivinil klorid (e) Ne ovisi jako o veličini jezgre (f) Srednja gustoća unutar Schwarzschildovog polumjera crne rupe veličine Zemlje (teoretski) |                       |